# Johann Caspar Herterich

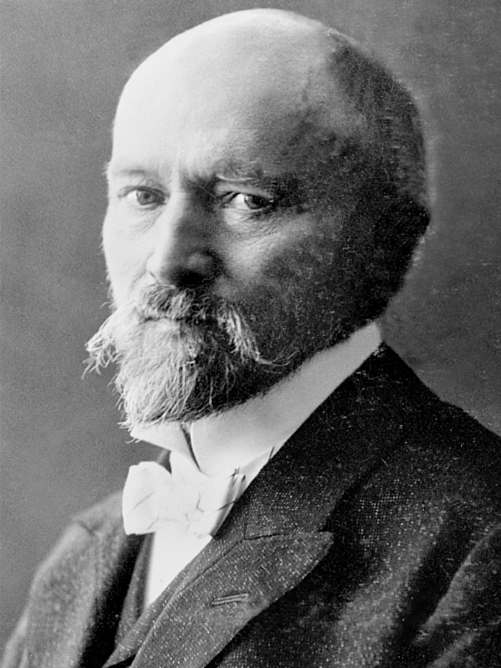
Johann Caspar Herterich

Johann Caspar Herterich (auch Johann Kaspar Herterich; * 3. April 1843 in Ansbach; † 26. Oktober 1905 in München) war ein deutscher Historien- und Genremaler und Lehrer an der Münchner Königlichen Kunstakademie.

## Leben
Johann Caspar Herterich war der Sohn des Bildhauers und Restaurators Franz Herterich (1798–1876) und älterer Bruder des Malers Ludwig Herterich. Nach seinem Umzug nach München wurde er ab dem 24. Oktober 1859 Schüler an der Kunstakademie bei Philipp Foltz und Carl Theodor von Piloty. Ab 1882 war er Hilfslehrer und seit 1884 Professor an der Königlichen Kunstakademie in München in der Naturklasse.
Gelegentlich werden Arbeiten des Künstlers im Auktionshandel angeboten.

## Schüler (Auswahl)
- Theodor Doebner
- Alexander Eckener
- Benno Elkan
- Max Hein-Neufeldt
- Bruno Paul Hetze
- Paul Hey
- Arthur Illies
- Iosif Iser
- André Lambert
- Georg Lührig
- Leonid Ossipowitsch Pasternak
- Josip Račić
- Albert Reich
- Thomas Riss
- Max Slevogt
- Eduard Stiefel
- Emil Weber
- August Wilde
- Josef Wittmann
- Hans August Zierngibl
- Stefan Luchian